# Keaton Henson
Keaton Henson (Londra, 24 marzo 1988) è un musicista, poeta e artista inglese.
Henson soffre di ansia e, per questo motivo, raramente si esibisce in pubblico.
Data la sua passione per la pittura e il disegno, ha presentato una mostra d'arte alla galleria Pertwee Anderson & Gold di Londra, nel Gennaio 2013. Ha inoltre rilasciato un romanzo grafico, Gloaming, pubblicato da Pocko, che è "essenzialmente una guida per un mondo spirituale al di là della nostra realtà" e un libro di poesia chiamato "Idiot Verse", uscito tradotto in Italia nel novembre 2017 per Giovane Holden Edizioni.

## Biografia

### L'inizio della sua carriera (1988-2012)
Keaton Henson è nato nel 1988 a Londra, in Inghilterra. È figlio dell'attore Nicky Henson e della ballerina Marguerite Porter.
Originariamente era solo un illustratore. Ha infatti disegnato le copertine di molti album come Hey Everyone! dei Dananananaykroyd e Take to the Skies dei Enter Shikari.
Henson, però, registrava canzoni nel suo appartamento a Londra, inizialmente solo per se stesso. Come regalo di compleanno ha dato la registrazione di una delle sue canzoni al suo migliore amico, e quest'ultimo, una volta ascoltatala, lo ha incoraggiato a pubblicare la sua musica online.
Nel Novembre del 2010 è stato rilasciato il suo album di debutto, Dear..., dal Motive Sound Recordings, in un'edizione limitata che Keaton aveva fatto a mano. Nel 2011 ha pubblicato un singolo, Metaphors, con la Porchlight Records. L'artista ha inoltre registrato la colonna sonora "Don't Be Afraid" per il film Tormented.
Il successo di Henson arrivò quando Zane Lowe trasmise "You Don't Know How Lucky You Are" sulla BBC Radio 1 per la prima volta il giorno Mercoledì 7 settembre 2011, dicendo: "Questo brano è uno dei pezzi più speciali che io abbia mai ascoltato in tutto questo tempo". La canzone ricevette una reazione molto positiva da parte degli ascoltatori.
Il cantante iniziò a lavorare per la Oak Ten Records e rilasciò nuovamente Dear... nel 2012. L'album venne ben criticato. La BBC disse: "Keaton Henson non è ancora celebre, ma con un talento come il suo, ha tutto il diritto di esserlo", e sul sito Metacritic, Dear... ricevette un punteggio di 70 su 100.
I singoli di maggior successo dell'album furono Charon, Small Hands e You Don't Know How Lucky You Are, per ognuno dei quali è stato fatto un video musicale su Youtube. Il video di Charon fu candidato per gli UK MVA nella categoria Best Budget Indie/Rock. Small Hands vinse il premio come migliore video musicale ai Rushes Soho Shorts del 2012.
Henson ha pubblicaton The Lucky EP nel Luglio del 2012.
Nel Novembre 2012, Keaton ha disegnato una t-shirt per la campagna Yellow Bird Project per accumulare soldi destinati ai giovani malati di cancro.

### Birthdayse altri progetti (2013- oggi)
L'artista ha scritto e registrato il suo nuovo album in meno di un anno. È andato in California per lavorare con il produttore americano Joe Chiccarelli. Nel Febbraio 2013 ha rilasciato Birthdays. La BBC, parlando dell'album, ha detto che il modo migliore per allontanarsi dal frastuono del mondo di oggi e dai soliti social, è ascoltare le canzoni di Keaton Henson. Venne pubblicata un'edizione limitata dell'album con tre tracce bonus e un disegno fatto da Keaton, preso da una grande quantità di dipinti che Henson fece e tagliò in 196 pezzi.
I singoli di maggior successo di Birthdays sono stati: "Lying to You", "Sweetheart, What Have You Done To Us" e "You" ( di cui ci fu un'edizione limitata per il Record Store Day con una stampa di Keaton nel lato posteriore del CD). L'album venne anche realizzato come un libro che conteneva illustrazioni, fatte da artisti differenti, che accompagnavano le canzoni.
Nel 2012 e nel 2013, Keaton Henson si è esibito in piccole sedi, in gallerie o nei musei. Verso la fine del 2013 ha suonato in tre chiese in Inghilterra.
Nell'Agosto 2013 NPR Music ha pubblicato un live "Tiny Desk Concert" sul loro sito internet e su YouTube con una scaletta formata da "You Don't Know How Lucky You Are", "Sweetheart What Have You Done to Us" e "You".
Il 16 Giugno 2014 Henson si esibito nella Queen Elizabeth Hall a Londra come parte del Meltdown festival il cui curatore è stato James Lavelle.
Nel 2014 ha pubblicato un altro album, Romantic Works, insieme al violoncellista Ren Ford, che inizialmente era possibile ascoltare solo sul sito The Guardian, ma, successivamente, venne reso disponibile anche su Spotify.
All'inizio del 2015 Henson ha composto la colonna sonora per Young Men, un progetto di danza per BalletBoyz che è stato presentato al Sadler's Wells Theatre, a Londra, come una co-produzione con 14-18 NOW.
Tutti i suoi album sono disponibili anche come vinili da Giugno 2015.
Nell'Ottobre 2015 è stato rilasciato l'album Behaving, che ha uno stile leggermente diverso rispetto alle sue precedenti canzoni. L'album fu prima reso disponibile du Soundcloud e su iTunes. Lo stesso mese Henson pubblicò Idiot Verse.
La sua musica è stata usata come colonna sonora dei due programmi televisi della BBC In the Flesh (2013-2014), Elementary, e nel film X+Y (2014).
Il 16 Settembre 2016, Keaton ha pubblicato Kindly Now, i cui brani più famosi sono "March", "Alright" e "The Pugilst".
Il 10 novembre 2017 esce ufficialmente, in occasione del Pisa Book Festival, la prima traduzione italiana della sua silloge poetica "Idiot Verse" per Giovane Holden Edizioni.

## Discografia
| Anno | Titolo |
| 2011 | Dear... - Pubblicato: 2010; 2 Aprile 2012 (seconda pubblicazione) - Formato: CD, LP e Digital Download                              |
| 2013 | Birthdays - Pubblicato: 25 Febbraio 2013 - Formato: CD, LP e Digital Download                                                       |
| 2014 | Romantic Works in collaborazione con Ren Ford - Pubblicato: 16 Giugno 2014 - Formato: CD, LP a edizione limitata e Digital Download |
| 2015 | Behaving - Pubblicato: 7 Ottobre 2015 - Formato: Digital Download                                                                   |
| 2015 | 5 Years - Pubblicato: 12 Novembre 2015 - Formato: CD a edizione limitata                                                            |
| 2016 | Kindly Now - Pubblicato: 16 Settembre 2016 - Formato: CD, LP e Digital Download                                                     |
| 2024 | Somnambulant Cycles - Pubblicato: 31 Maggio 2024 - Formato: CD, LP e Digital Download                                               |